# Palágykomoróc
Palágykomoróc (ukránul: Паладь Комарівці [Palagy Komarivci], 1995-ig Комарівці [Komarivci], oroszul: Комаровци [Komarovci]) falu Ukrajnában, Kárpátalján, az Ungvári járásban.

## Fekvése
Ungvártól 16 km-re délnyugatra fekszik.

## Nevének eredete
Nevének első része személynévi eredetű, ez a Pál személynév -d helynévképzős változatából származik. Második része a szláv komár (= szúnyog) főnévből való.

## Története
A 13. században az Aba nemzetség Amadé ágából származó Finta nádor kapta királyi adományként a falut. Nevét 1325-ben „Polad” néven említik először. 1436-ban a Palágyiak lettek a helység kizárólagos birtokosai. A család férfiágának kihalta után a birtok egy része a kincstárra szállt, míg másik része a Bercsényi családé lett Répássy Mária révén, aki a Palágyi család utolsó tagjának özvegye volt.
A 18. század végén Vályi András így ír róla: „PALAGY. v. Palag. Magyar falu Ungvár Vármegyében, földes Urai több Uraságok, lakosai többen Evangelikusok, fekszik Kaposhoz másfél mértföldnyire, Dobruskához nem meszsze, mellynek filiája, határja jó termékenységű, más javai is jelesek lévén, első osztálybéli.
KOMORÓCZ. Orosz Komorócs, Sobráncz, Komorócz. Polanyi Komorócz. Három elegyes faluk Ungvár Várm. földes Uraik külömbféle Urak, lakosai katolikusok, és másfélék, fekszenek Ungvárhoz mintegy más fél mértföldnyire, földgyeik jók, vagyonnyaik külömbfélék.”
Fényes Elek 1851-ben kiadott geográfiai szótárában így ír a falukról: „Palágy, magyar falu, Ungh vmegyében; ut. p. Ungvárhoz nyugot-délre 2 1/4 mfdnyire; 65 romai, 96 g. kath., 9 evang., 160 ref., 18 zsidó lak. Görög kath., és reform. anyatemplom. Gazdag róna határ. F. u. Karner s. m.
Orosz-Komarócz, Ungh v. orosz falu, Szerednyéhez nyugotra 3/4 mfldnyire: 18 romai, 503 g. kath. lak. Gör. kath. parochia. Nagy erdő. F. u. többen.”
A mai település a középkori Palágy és a mellette levő Komoróc egyesítéséből keletkezett. A 19. században a falu egy része Buttler János gróf birtoka volt, aki a templom sírboltjában nyugszik. Itt játszódnak Mikszáth: Különös házasság című regényének egyes részletei. A trianoni békediktátumig Ung vármegye Nagykaposi járásához tartozott. Ekkor Csehszlovákiához csatolták. 1938–44 között visszakerült Magyarországhoz.
A második világháború után csatolták Szovjetúnióhoz. 1991 óta Ukrajna része. 2020-ig közös falusi tanácsa volt Kisszelmenccel.

## Népessége
1910-ben 342, túlnyomórészt magyar anyanyelvű lakosa volt.
2010-ben 927 lakosából 747 (80%) magyar volt.

## Látnivalók
A falu közepén emelkedő dombon álló református templomot a 13. században a birtokos Palágyi család építtette Szent Mihály arkangyal tiszteletére. A 15. században gótikus stílusban bővítették. 1575 óta a református egyházé, 1617, 1650, 1729, 1791 és 1895-ös években renoválták.

## Híres emberek
- Buttler János gróf utolsó éveiben itt élt, s hunyt el 1845-ben